# Đánh bom tự sát tại Peshawar 2018
Ngày 10 tháng 7 năm 2018, một vụ đặt bom tự sát xảy ra tại cuộc mít-tinh công nhân của Quốc dân đảng Awami (ANP) ở khu vực Yaka Toot của thủ phủ Peshawar, tỉnh Khyber Pakhtunkhwa, Pakistan. Vụ việc đã khiến Haroon Bilour, ứng cử viên của ANP cho PK-78 là mục tiêu chính của cuộc tấn công, thiệt mạng. Vụ tấn công làm chết 22 người và làm bị thương 75 người khác. Tổ chức Tehreek-i-Taliban Pakistan tuyên bố chịu trách nhiệm tấn công.